# Mirollia fallax
Mirollia fallax är en insektsart som beskrevs av Bei-bienko 1962. Mirollia fallax ingår i släktet Mirollia och familjen vårtbitare. Inga underarter finns listade i Catalogue of Life.